# Joint Base McGuire–Dix–Lakehurst

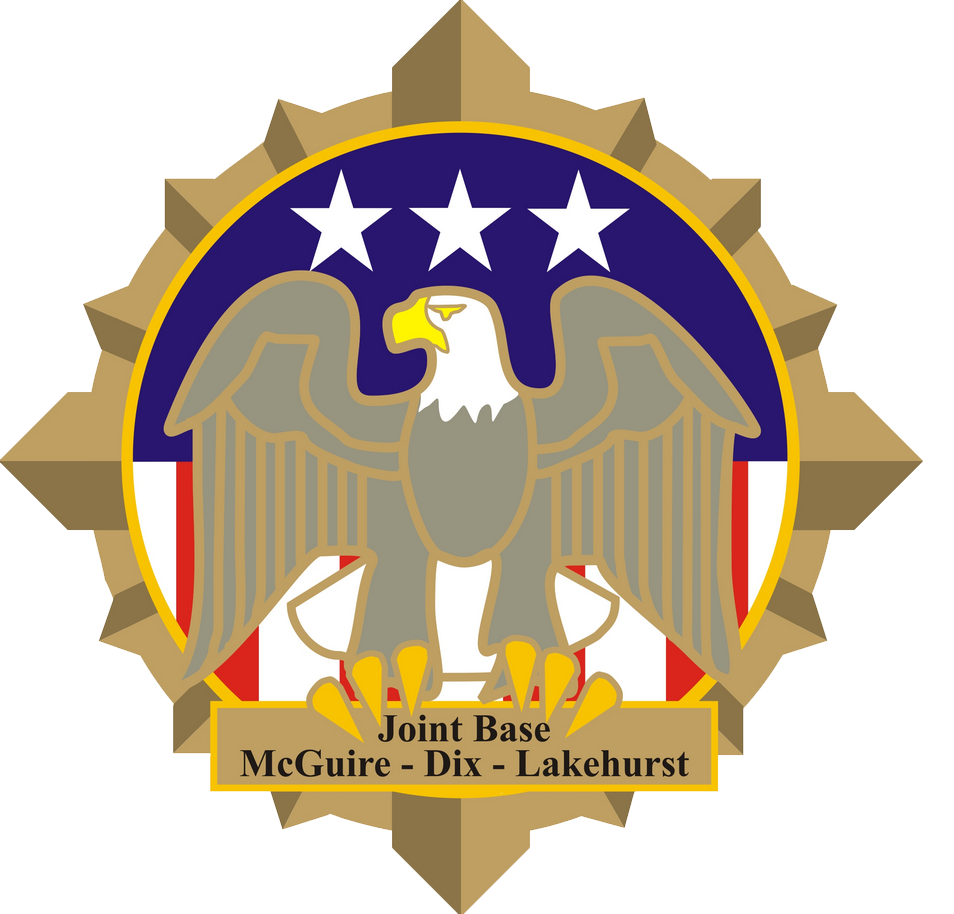
Emblem för Joint Base McGuire - Dix - Lakehurst.

Joint Base McGuire–Dix–Lakehurst är en militär anläggning i den amerikanska delstaten New Jersey. 
Anläggningen tillkom genom en administrativ sammanslagning av tre baser: Fort Dix (USA:s armé), McGuire Air Force Base (USA:s flygvapen) samt Naval Air Engineering Station Lakehurst (USA:s flotta). Sammanslagning föreslogs av 2005 års BRAC-kommission och åtgärden verkställdes under 2009 och gjorde värdförbandet för McGuire Air Force Base, 87th Air Base Wing, som ansvarig för hela anläggningen och dess stödfunktioner.
Basen och dess ingående enheter är den näst största arbetsgivaren i New Jersey som bidrar årligen med ett ekonomiskt värde på 6,9 miljarder dollar och enbart delstaten själv har fler anställda.

## Fort Dix
Fort Dix, ursprungligen Camp Dix, öppnade 1917 och namngavs efter John Adams Dix (1798-1879) som deltog i 1812 års krig och som därefter hade flera ämbeten (New Yorks statssekreterare 1833-1839, senator för New York i USA:s senat 1845-1849, USA:s finansminister under 1861, generalmajor i New Yorks milis 1861-1865, USA:s minister i Frankrike 1866-1869 samt som New Yorks guvernör 1873-1874). 1939 ändrades namnet till Fort Dix.
Fort Dix har under dess existens främst varit en utbildningsanläggning för armén. 1978 påbörjade de första kvinnliga rekryterna i armén sin grundutbildning där. Sedan 1988 har enbart reservförband varit haft sin förläggning på området däribland 174th Infantry Brigade och 244th Expeditionary Combat Aviation Brigade.

## McGuire Air Force Base

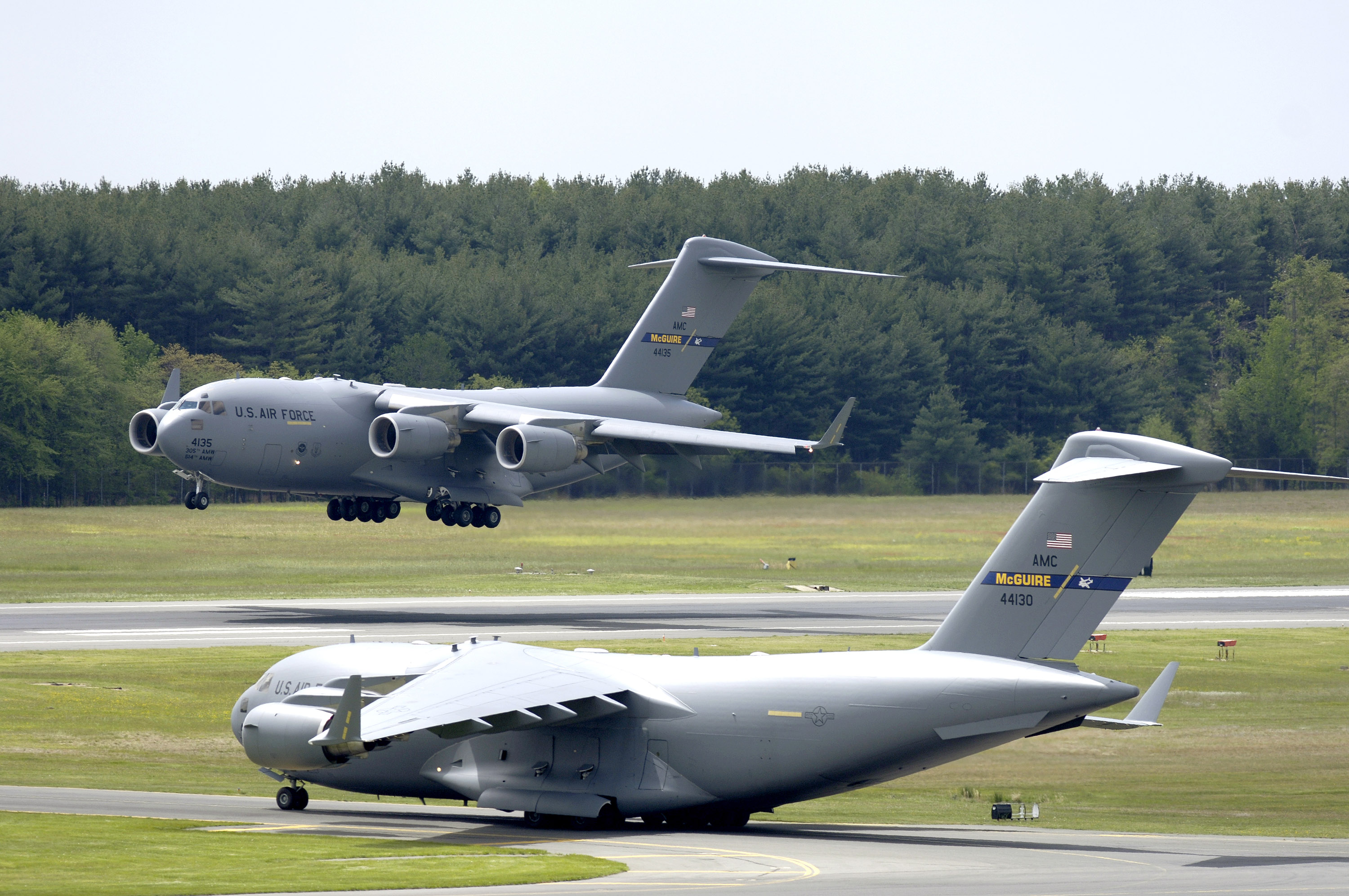
Två C-17 Globemaster III på McGuire Air Force Base, 10 maj 2006.

McGure AFB är en militär flygplats (IATA: WRI, ICAO: KWRI, FAA LID: WRI) som är belägen i Burlington County 26 kilometer sydöst om Trenton. Belägen i anslutning till Fort Dix öppnade den under 1941 som Fort Dix Army Air Force Base för United States Army Air Forces (USAAF). 1948 fick flygbasen det nuvarande namnet till minnet av major Thomas Buchanan McGuire, Jr. (1920–1945) som förolyckades 1945 på Filippinerna i en P-38 Lightning och som postumt erhöll en Medal of Honor.
Sedan 1945 har dess huvudfunktion varit militärt transportflyg och sedan 1992 därför haft förband tillhörande Air Mobility Command samt associerade reservförband. På McGuire finns: 
- 87th Air Base Wing, stödfunktioner samt värdförband för hela Joint Base McGuire–Dix–Lakehurst.
- 305th Air Mobility Wing som flyger med C-17 Globemaster III samt med lufttankningsplanet KC-10 Extender.
- 514th Air Mobility Wing, reservförband som är associerad med 305 AMW
- 621st Contingency Response Wing, snabbinsatsförband som kan etablera flygfält under krig eller krigsliknande förhållanden.
- 108th Wing, förband från New Jerseys flygnationalgarde som flyger med lufttankningsplanet KC-135 Stratotanker samt C-32B (militär version av Boeing 757).

## Lakehurst Maxfield Field
| Foto från olyckan samt minnesmärket på platsen (40°02′00″N 074°21′13″V / 40.03333°N 74.35361°V / 40.03333; -74.35361 (JB MDL Lakehurst)). |  | Foto från olyckan samt minnesmärket på platsen (40°02′00″N 074°21′13″V / 40.03333°N 74.35361°V / 40.03333; -74.35361 (JB MDL Lakehurst)). |
| Foto från olyckan samt minnesmärket på platsen (40°02′00″N 074°21′13″V / 40.03333°N 74.35361°V).                                          |  | |

Lakehursts militära historia börjar 1916 som ett övningsområde för ammunition som tillverkades för export till den Kejserliga ryska armén. Området övertogs av USA:s armé under första världskriget som Camp Kendrick. 1921 såldes området till USA:s flotta som döpte om det till Naval Air Station Lakehurst och dess syfte var som bas för dess luftskepp. 
Luftskeppet Hindenburg fattade eld på platsen 6 maj 1937 och den olyckan markerade slutet för luftskeppen som transportmedel för såväl civil och militär luftfart.
På Lakehurst finns Naval Air Warfare Center Aircraft Division (NAWCAD) som ingår i flottans flygmaterielkommando Naval Air Systems Command.